# وزگیردنیس
وزگیردنیس (به لاتین: Vazgirdonys) یک منطقهٔ مسکونی در لیتوانی است که در منطقهٔ وارنا مونیکیپلیتی واقع شده‌است.

## خصوصیات
وزگیردنیس ۷۵ نفر جمعیت دارد.